# Солкопе
Солкопе (фидж. Solkope) — маленький остров у южного побережья Ротума (Фиджи), на краю кораллового рифа.

## География
Солкопе отделён от главного острова Ротума каналом шириной от 50 до 200 м и лежит к юго-востоку от деревни Калвакав в округе Ноа’тау. Его площадь составляет 0,3 км². Остров покрыт густой растительностью. Со стороны моря Солкопе визуально неотделим от Ротума.

## Сепаратистское движения
В 2000 году Солкопе был предметом спора собственности на землю, возникшего вследствие попытки отделения Ротума от Фиджи. Организаторами движения были клан Молмахао из Ротумы и виртуальное государство Доминион Мельхиседека.

## Население
Остров необитаем (2007).